# Енріке Рамос Гонсалес
Енріке «Кіке» Рамос Гонсалес (ісп. Enrique "Quique" Ramos González, нар. 7 березня 1956, Мадрид) — іспанський футболіст, що грав на позиції півзахисника за мадридський «Атлетіко», а також національну збірну Іспанії.

## Клубна кар'єра
У дорослому футболі дебютував 1977 року виступами за команду «Атлетіко Мадрид Б», в якій провів два сезони, після чого з 1979 року став гравцем основної команди мадридського «Атлетіко». Відіграв за мадридський клуб наступні дев'ять сезонів своєї ігрової кар'єри. Більшість часу, проведеного у складі «Атлетіко», був основним гравцем команди. 1985 року допоміг команді здобути кубок Іспанії і Суперкубок країни. Наступного сезону команда успішно виступала у Кубку володарів кубків, сягнувши фіналу турніру, в якому з рахунком 0:3 поступилася київському «Динамо».
Завершив професійну ігрову кар'єру у клубі «Райо Вальєкано», за команду якого виступав протягом 1988—1989 років.

## Виступи за збірні
1984 року залучався до складу молодіжної збірної Іспанії. На молодіжному рівні зіграв у 4 офіційних матчах.
1980 року захищав кольори олімпійської збірної Іспанії, у складі якої провів 2 матчі і був учасником футбольного турніру на Олімпійських іграх 1980 року в Москві.
1979 року дебютував в офіційних матчах у складі національної збірної Іспанії. Протягом кар'єри у національній команді, яка тривала 7 років, провів у її формі 17 матчів, забивши 1 гол.

## Титули і досягнення
- Володар Кубка Іспанії (1):

«Атлетіко»: 1984-1985
- Володар Суперкубка Іспанії (1):

«Атлетіко»: 1985